# Pterois mombasae
Pterois mombasae är en fiskart som först beskrevs av Smith, 1957.  Pterois mombasae ingår i släktet Pterois och familjen Scorpaenidae. Inga underarter finns listade i Catalogue of Life.